# Rivière Godefroy
Pour les articles homonymes, voir Godefroy.
La rivière Godefroy est un affluent de la rive sud du fleuve Saint-Laurent. Ce cours d'eau coule dans la ville de Bécancour, dans la région administrative du Centre-du-Québec, au Québec, au Canada.

## Géographie
Les principaux bassins versants voisins de la rivière Godefroy sont :
- Côté nord : fleuve Saint-Laurent ;
- Côté est : rivière Bécancour ;
- Côté sud : rivière Blanche ;
- Côté ouest : ruisseau Arsenault.

Le lac Saint-Paul (longueur : 4,9 km ; altitude : 6 m) constitue la source de la rivière Godefroy. Ce plan d'eau est situé tout près (du côté est) de l'intersection des autoroutes 55 et 30, soit au sud du pont Laviolette enjambant le fleuve Saint-Laurent.
La rivière Godefroy coule sur 0,8 km vers l'ouest jusqu'à l'autoroute 30 qu'elle traverse et coule sur 2,7 km vers le nord-ouest dans la municipalité de Bécancour. Cette rivière se déverse sur la rive sud-est de l'estuaire fluvial du Saint-Laurent à 1,4 km en aval du pont Laviolette reliant Trois-Rivières et Bécancour.

## Toponymie
Le toponyme rivière Godefroy a été officialisé le 5 décembre 1968 à la Commission de toponymie du Québec.